# Geoffrey Bowers
Pour les articles homonymes, voir Bowers.
Geoffrey F. Bowers, né le 29 décembre 1953 à Cambridge dans le Massachusetts  et mort le 30 septembre 1987 à Boston, est un avocat américain.
Il est connu comme le demandeur dans un des premiers procès de discrimination liée au syndrome d'immunodéficience acquise (SIDA) aux États-Unis lorsqu'il est licencié par le cabinet Baker & McKenzie.
Le film Philadelphia (1993) est inspiré en partie de son histoire.